# 로튼역
로튼역은 1971년에 개업해 개업 당시 역사는 공사하고 있었고 1972년부터 1975년까지 텐트와 조립식 주택, 트레일러로 구성된 역사를 사용해야 했다. 개통 초기 주차장의 경우 자갈로 포장이 되었다. 1981년에 오토트레인 주식회사의 파산으로 운행이 중단되었다가 1983년에 암트랙이 인수 되면서 재개장했다. 2000년에 현재의 역사가 개업 되면서 여러 가지 편의시설을 가지게 되었다. 2014년 기준으로 274,445명의 수요를 처리했다.

## 사진

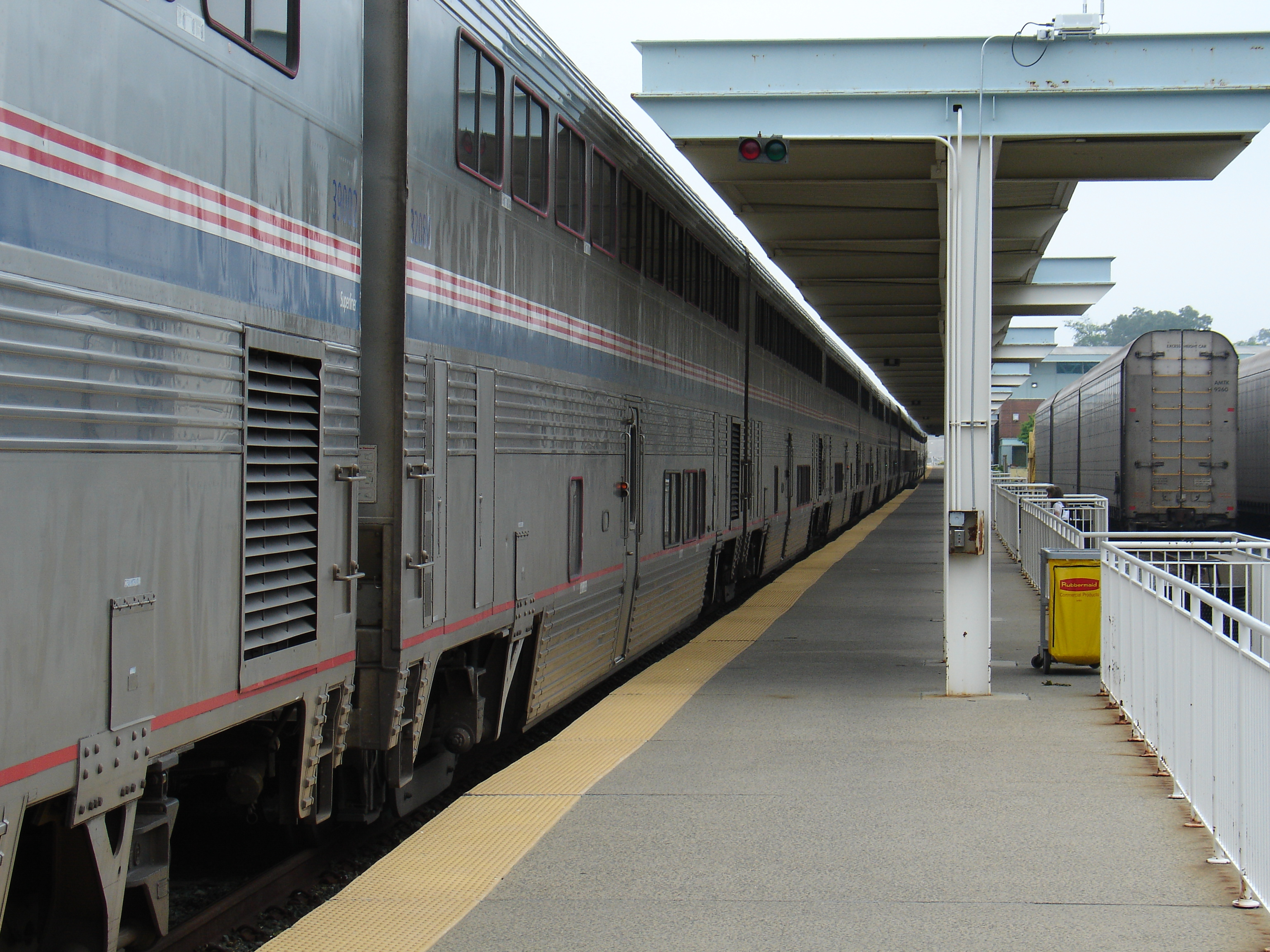
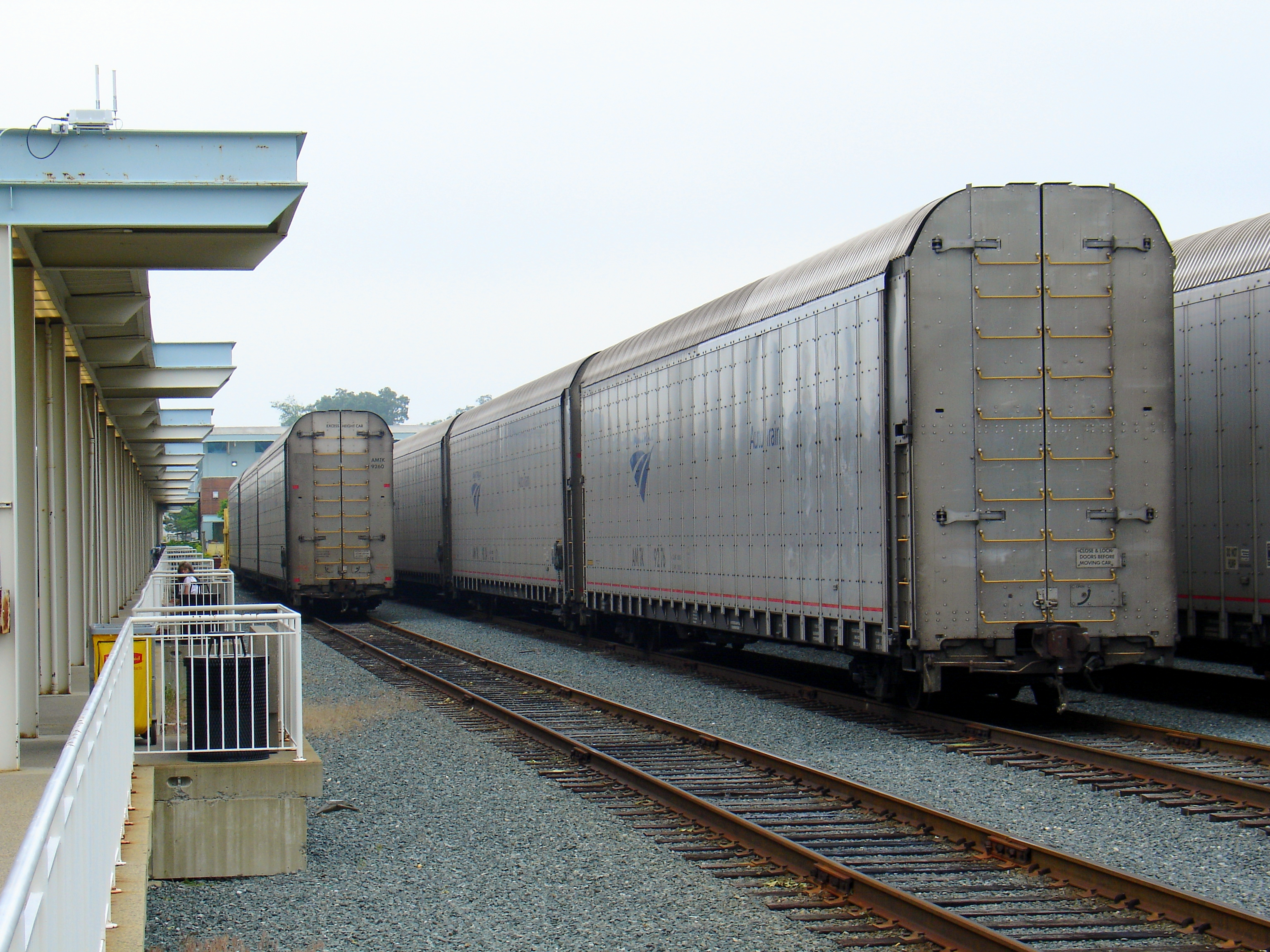
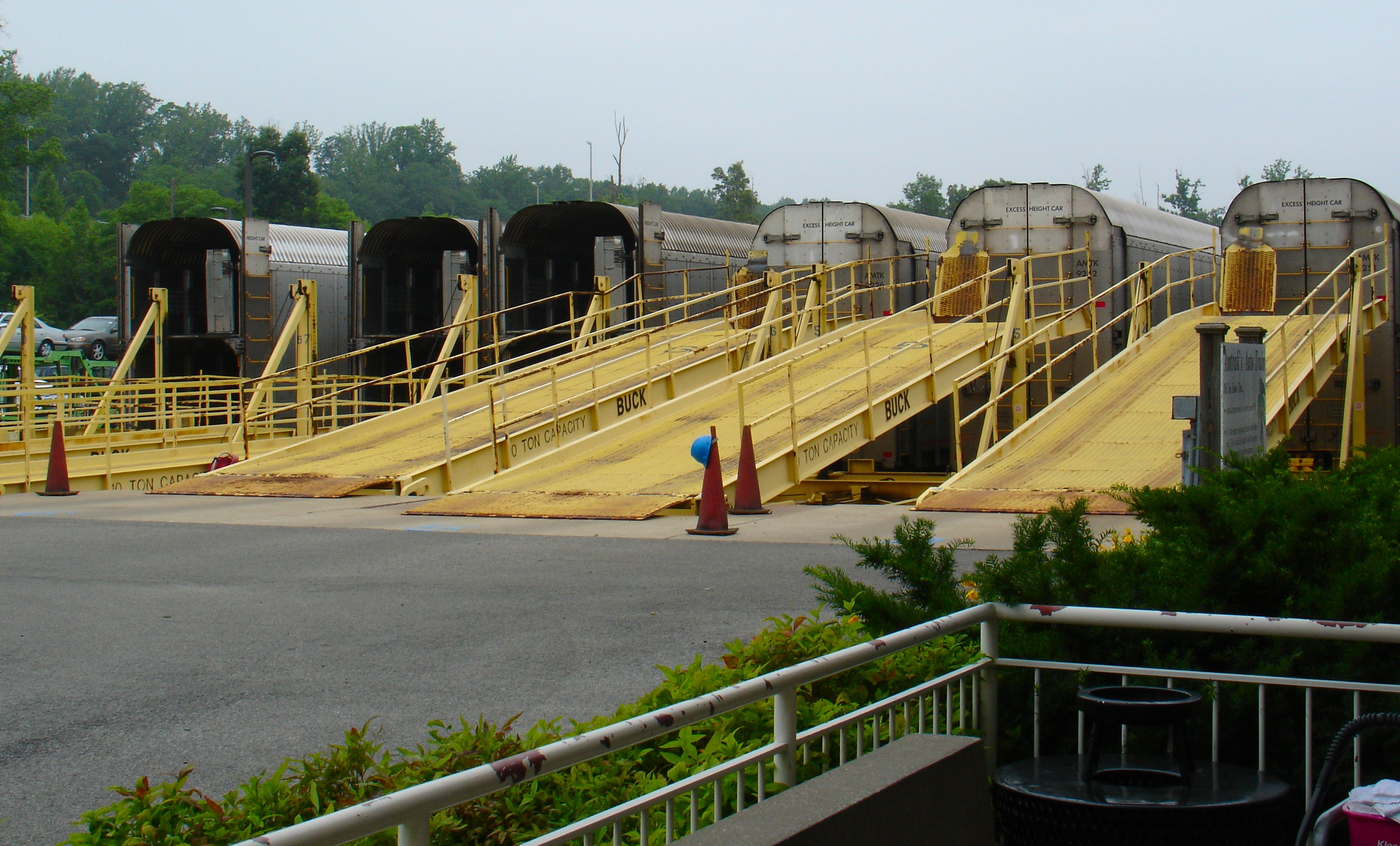

## 운행 노선

### 장거리 노선
- 오토트레인